# Castello di Ripley

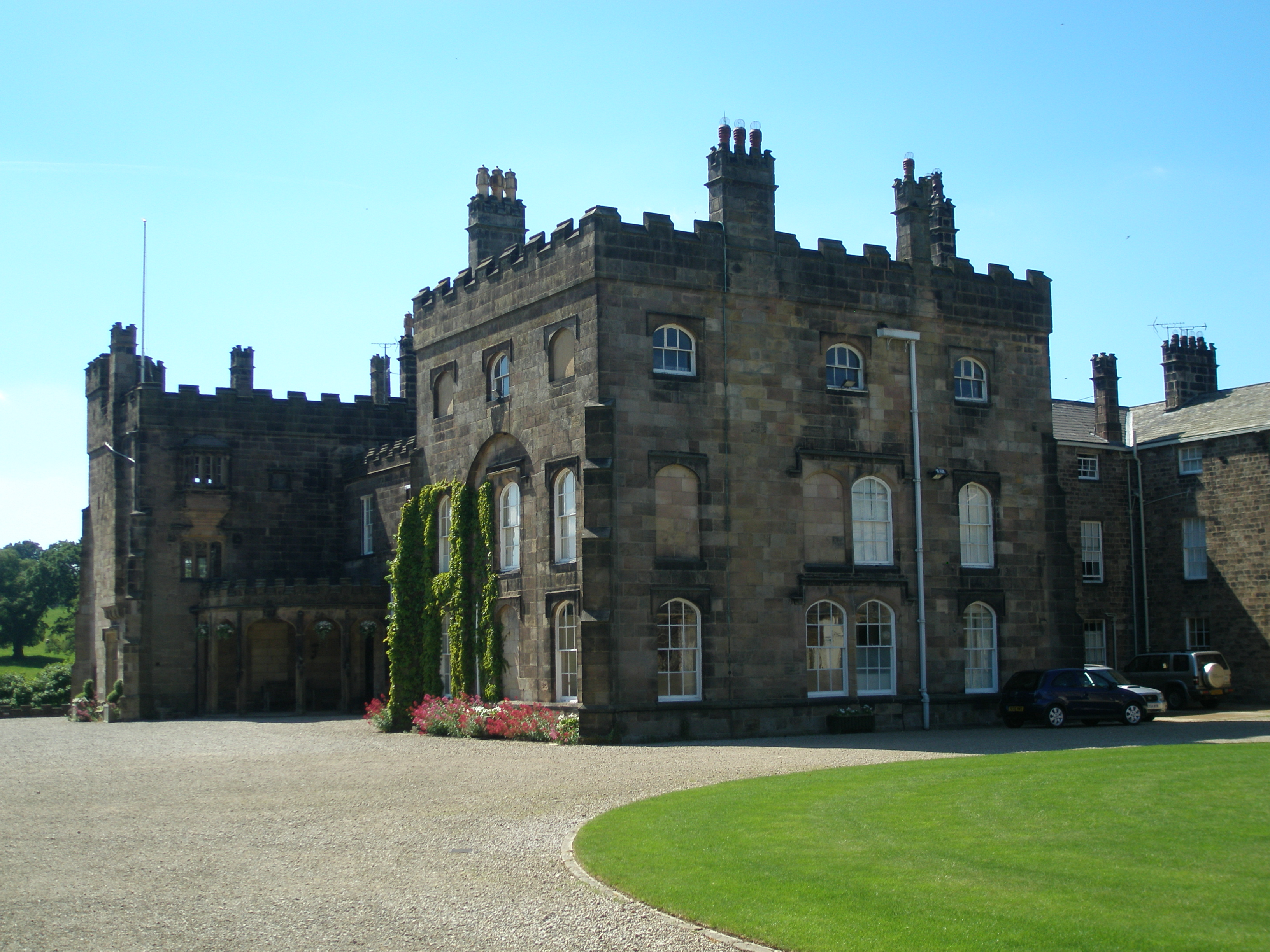
La facciata principale del castello di Ripley

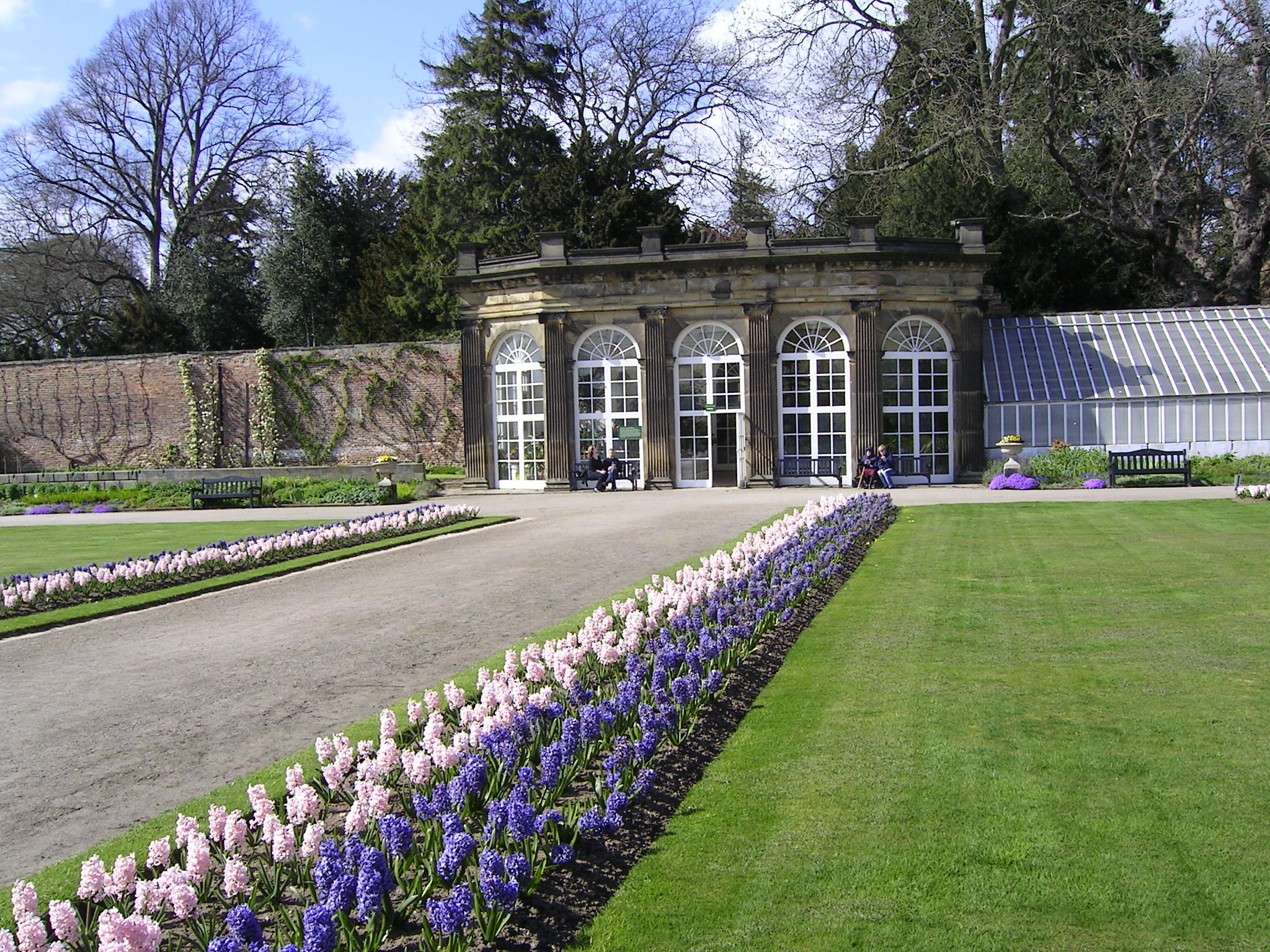
I giardini del castello

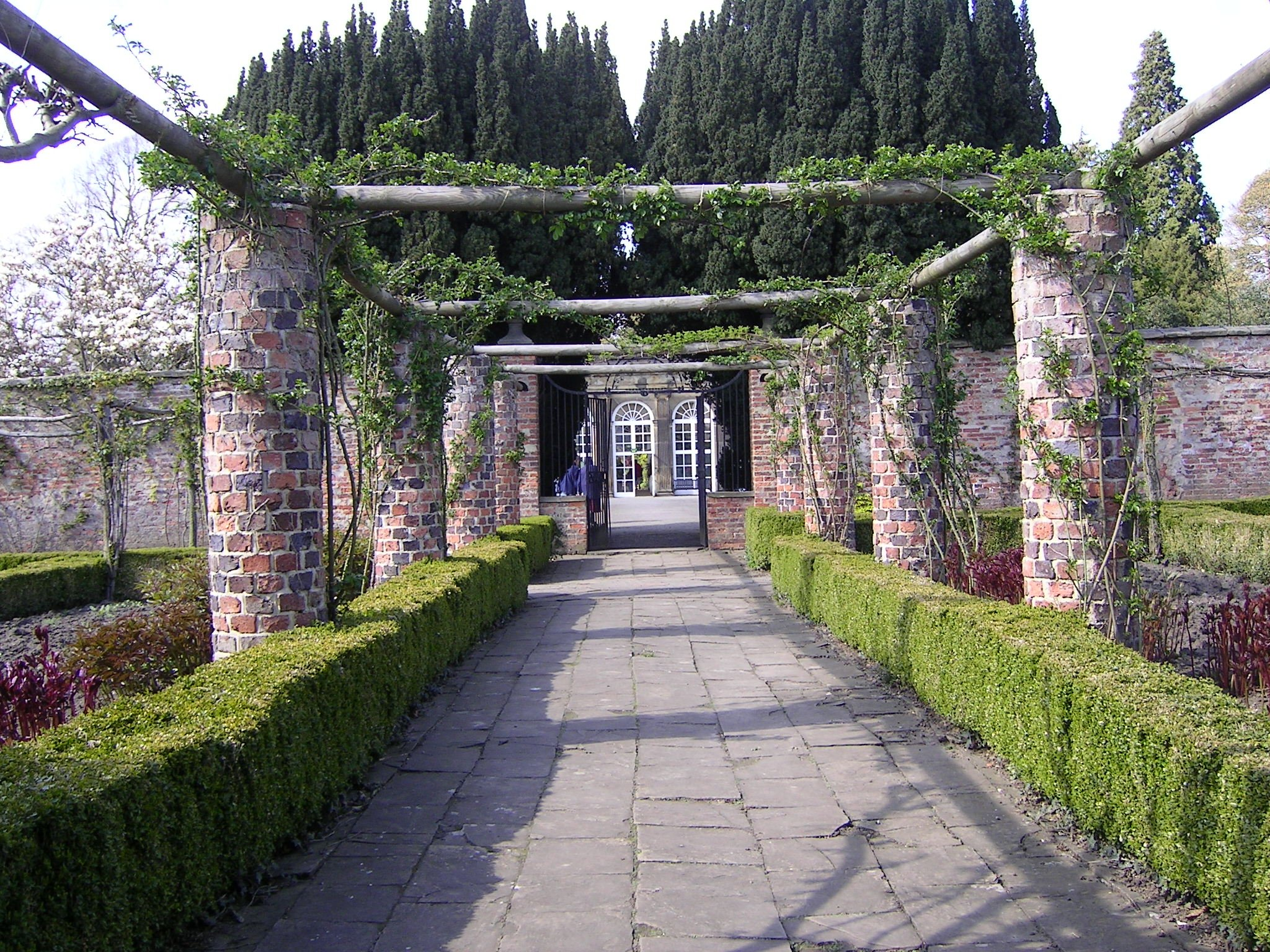
Altra immagine dei giardini del castello

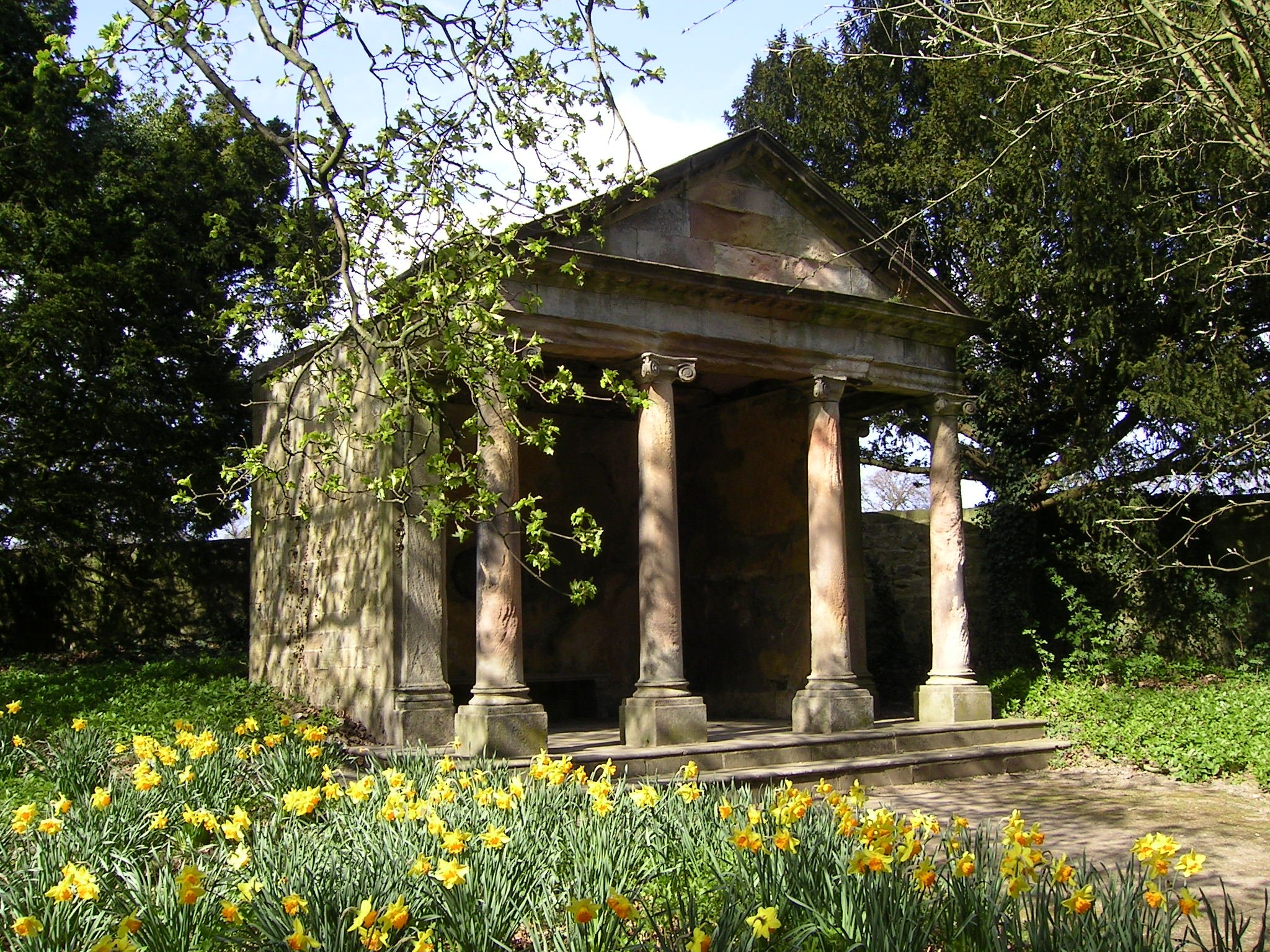
Tempietto nella tenuta del castello di Ripley

Il castello di Ripley (in inglese: Ripley Castle) è uno storico edificio del villaggio inglese di Ripley, nella contea del North Yorkshire (Inghilterra nord-orientale), costruito nella forma attuale nel 1548 nel luogo in cui sorgeva un maniero medievale e rimodellato negli anni ottanta del XVIII secolo. Fu la residenza della famiglia Ingilby (o Ingleby).
L'edificio è classificato come castello di primo grado.

## Storia
La tenuta di Ripley, che comprendeva un maniero medievale, costituiva la dote di Edeline Thwenge, che nel 1309 sposò un membro della famiglia Ingleby/Ingilby, Thomas Ingleby.
Nel corso del XV secolo, Sir John Ingleby (1434-1499), che aveva ereditato la tenuta dal padre all'età di cinque anni, fece costruire il corpo di guardia tuttora visibile.
L'edificio acquisì la forma attuale a partire dal 1548, grazie alle modifiche apportate da Sir Wiliam Ingleby (1518-1578).
Un altro William Ingleby (1546-1618) ospitò nel castello nel 1603 il futuro re Giacomo I d'Inghilterra prima dell'incoronazione di quest'ultimo.
Nel 1644, nel corso della guerra civile inglese, un altro William Ingilby, dopo aver combattuto a fianco delle truppe reali a Marston Moor, fuggì nel castello di Ripley inseguito da Oliver Cromwell.
Tra il 1783 e il 1786 l'edificio fu ricostruito per volere di Sir John Ingilby (1758-1815), figlio illegittimo del quarto baronetto di Ingilby. Nel corso della ristrutturazione, affidata a William Belwood, fu mantenuto il corpo di guardia originario..
Nel 1817, Sir William Amcotts Ingilby, che aveva ereditato la tenuta due anni prima, realizzò delle serre attorno al castello.
|  |

Nel 1964, venne casualmente scoperto un cunicolo segreto nel castello.
Il castello rimase di proprietà privata fino al 1998.

## Architettura

### Esterni
Il castello è circondato da un boschi, laghi, da un parco con cervi e da giardini in stile vittoriano.,
I giardini del castello ospitanto una collezione floreale, la National Hyacinth Colletion. Nei giardini, si trovano varie piante rare e crescono circa 150.000 fiori.

### Interni
Gli interni sono ammobiliati in stile gotico.
Tra le principali stanze del castello, figurano l'Oval Drawing Room, con sedie appartenute alla famiglia Chippendale, e la Knights Chamber con decorazioni del XVI secolo, dove, dietro un pannello, si trova il cunicolo segreto scoperto nel 1964.

## Il castello di Ripley nella cultura di massa
- Nel 1976, il castello fu una delle location del film della Disney, diretto da Charles Jarrott e con protagonista Alastair Sim, Piccoli ladri di cavalli (Escape from the Dark alias The Littlest Horse Thieves)[6]
- Nel 2017, il castello di Ripley fu una delle location della miniserie televisiva britannica Gunpowder[7]